# Любсін
Любсін (пол. Lubsin) — село в Польщі, у гміні Пйотркув-Куявський Радзейовського повіту Куявсько-Поморського воєводства.
Населення — 164 особи (2011).
У 1975-1998 роках село належало до Влоцлавського воєводства.

## Демографія
Демографічна структура станом на 31 березня 2011 року:
|          | Загалом | Допрацездатний вік | Працездатний вік | Постпрацездатний вік |
| -------- | ------- | ------------------ | ---------------- | -------------------- |
| Чоловіки | 87      | 17                 | 60               | 10                   |
| Жінки    | 77      | 12                 | 46               | 19                   |
| Разом    | 164     | 29                 | 106              | 29                   |